# Pleurothallis gracilis
Pleurothallis gracilis är en orkidéart som beskrevs av João Barbosa Rodrigues. Pleurothallis gracilis ingår i släktet Pleurothallis och familjen orkidéer. Inga underarter finns listade i Catalogue of Life.